# West Bagborough
West Bagborough est une paroisse civile et un village du Somerset, en Angleterre.